# Слідопит (фільм, 1987)
«Слідопит» (рос. «Следопыт») — радянський пригодницький фільм режисера Павла Любимова, знятий за мотивами однойменного роману Джеймса Фенімора Купера. Прем'єра фільму відбулася в 1987 році. «Слідопит, або На берегах Онтаріо» — третя частина літературної пенталогии про Натаніеля Бампо. Остання роль в кіно Андрія Миронова.

## Сюжет
1758 рік. Семирічна війна в самому розпалі, але бої між противниками йдуть не тільки в Європі, але й за океаном. Англія і Франція ділять  Новий Світ, використовуючи в своїх інтересах північноамериканських індіанців. Французький шпигун, маркіз Сангліє (Андрій Миронов) підмовляє сенеків встати на стежку війни, напасти на англійський форт і заволодіти запасами пороху. Згідно з планом, сенеки викрадуть Мейбл (Анастасія Немоляєва), дочку сержанта Дунгама ( Юрій Авшаров), що спрямовує до батька, а поки солдати будуть шукати її в лісах, індіанці захоплять порожній форт. Однак Дунгам висилає назустріч дочці Слідопита (Андрейс Жагарс) і капітана Джаспера Уестерна (Ігор Рогачов), які зривають плани сенеків. Мейбл благополучно добирається до форту. Індіанець Ароухед (Олександр Глазун) приносить коменданту повідомлення від Сангліє: з'ясовується, що комендант Крегг (Еммануїл Віторган) — зрадник. Комендант пропонує зробити бойову вилазку в тил сенеків, щоб залишити форт без захисту, а спочатку влаштувати турнір зі стрільби — для підняття бойового духу. Переможцем у змаганні стає молодий Джаспер Вестерн. Отриманий як приз французький капелюшок він підносить Мейбл. Ароухед з Червневою Росою (Алла Плоткіна) інсценують викрадення дочки сержанта, щоб на вкраденому човні плисти до сенеків і попередити їх про порожній форт. Бажаючи випередити Ароухеда, частина гарнізону відправляється в похід. Сили, що залишилися захищати форт, досить невеликі. Ударна частина гарнізону, прибувши на стоянку індіанців, знаходить тільки порожні вігвами. Сенеки ж знищують солдат, що залишилися в таборі, і захоплюють форт. Мейбл переховується в блокгаузі. У табір повертається Слідопит і виявляє, що форт зайнятий індіанцями. Вступивши в бій, він добирається до блокгауза і звідти подає знак судну англійців, що поверталося з порожньої стоянки сенеків. Гарнізон вибиває індіанців і повертає форт. Зрадник Крегг мертвий. Джаспер зізнається в любові Мейбл, але дочка сержанта вибирає Слідопита.

## У ролях
- Андрейс Жагарс —  Натті Бампо «Слідопит» (озвучив Сергій Малишевський)
- Євген Євстигнєєв —  Сахем племені сенеків
- Тетяна Аугшкап —  Дженні
- Сергій Ковальов —  Сенді
- Алла Плоткіна —  Червнева Роса
- Георгій Юматов —  Кап
- Юрій Авшаров —  сержант Дунга
- Ігор Рогачов —  Джаспер Вестерн
- Олександр Глазун —  Ароухед
- Андрій Миронов —  маркіз Сангліє  (озвучив  Олексій Неклюдов)
- Еммануїл Віторган —  комендант Джордж Крегг
- Анастасія Немоляєва —  Мейбл Дунгам
- Кирило Авеніров —  Ункас

## Знімальна група
- Автор сценарію і режисер-постановник —  Павло Любимов
- Головний оператор —  Анатолій Гришко
- Головний художник —  Олег Краморенко
- Художник по костюмах — Ніна Яциневічус
- Композитор —  Юрій Саульський
- Звукооператор — Олексій Разорьонов
- Монтаж — Тамара Бєляєва
- Художник-гример — Валентина Мотящева
- Оператори — Олександр Тарасов і В'ячеслав Сачков
- Директор картини — Віктор Решетов